# Nito Artaza
Eugenio Justiniano Artaza (Buenos Aires, 1 de octubre de 1959), popularmente conocido como Nito Artaza, es un actor, humorista, productor teatral y político argentino. Fue senador nacional por la provincia de Corrientes entre 2009 y 2015.

## Biografía
Hijo de Augusta Olivieri y Eugenio Alberto Artaza, nació el 1 de octubre de 1959 en la ciudad de Buenos Aires a donde sus padres viajaron para su nacimiento, tras lo cual volvieron a la ciudad de Bella Vista, en la provincia de Corrientes, donde transcurrió su infancia y su adolescencia. Su padre fue diputado provincial de la provincia de Corrientes por la Unión Cívica Radical, de quien Nito heredó su vocación política.
Tuvo dos hijos con la bailarina Françoise Dugas: Juan Manuel y Sabrina (actores) y con la actriz y vedette Cecilia Oviedo tuvo a su hijo Leandro (economista).
Estuvo legalmente casado con Cecilia Oviedo y con Cecilia Milone.  De ambas, divorciado.

### Carrera política
La carrera política se inició en el 2001, durante el período de inestabilidad que desembocó en la caída del entonces Presidente Fernando de la Rúa. En ese entonces, el decreto del llamado "corralito financiero", creado por el ministro de Economía Domingo Cavallo, dispuso una restricción a la cantidad de efectivo que se podía retirar de las cuentas bancarias. Esto provocó que los ahorristas que se vieron perjudicados por esta medida se movilizaran en todo el país bajo la modalidad del "cacerolazo", término que hacía referencia a protestas donde se hacía ruido utilizando cacerolas. Artaza se unió a estos grupos y varias veces los dirigió en diferentes escraches a entidades bancarias o en protestas contra este decreto.
Su notoriedad política fue creciendo a medida que aumentaba la energía de sus reclamos por la situación de miles de ahorristas argentinos cuyos ahorros quedaron confiscados. Artaza encabezó numerosas movilizaciones y comenzó a erigirse como una figura política.
En el 2005, fue candidato a Diputado Nacional por la Ciudad Autónoma de Buenos Aires, integrando la lista de la Unión Cívica Radical, encabezada por Facundo Suárez Lastra.

### Senador Nacional por Corrientes
Luego de años de participación y militancia dentro de la Unión Cívica Radical, fue elegido Senador Nacional por la Provincia de Corrientes en el año 2009.
Durante su período legislativo trabajó un amplio abanico de temas, presentando 351 proyectos, y presenció las 112 sesiones que tuvieron lugar desde su ingreso al Senado; fue miembro de diez comisiones, presidiendo la de Industria y Comercio y siendo el vicepresidente de la comisión de Sistemas, Medios de Comunicación y Libertad de Expresión.

### Candidato a Gobernador de Corrientes
En 2013 fue candidato a gobernador de la Provincia de Corrientes, por la alianza Cambio Popular, quedando en tercer lugar. Posteriormente, En 2017 fue candidato a vicegobernador de su provincia, secundando a Carlos Espínola, por la alianza Corrientes podemos más, quedando en segundo lugar.

### Precandidato a Jefe de Gobierno de la Ciudad de Buenos Aires
Con el apoyo de Libres del Sur, Cambio Popular, Proyecto Sur Caba, Justicia Republicana, la agrupación 9 de Julio y la agrupación Reformista del Partido Socialista conformó el Frente Cambio Popular, con el que compitió en 2023. 
Artaza presentó junto a su equipo, un programa de gobierno, con una mirada humanista y progresista, que tiene como ejes principales la Reducción y Simplificación Tributaria, la creación de una Agencia de Empleo, la Defensa del Espacio Público, el Compromiso Socio Ambiental, la presentación de un Programa Integral de Seguridad Ciudadana, Soluciones Habitacionales para Inquilinos y Créditos a Tasas Accesibles para Propietarios, la Recomposición de la Salud Pública con el Reconocimiento correspondiente para los enfermeros y enfermeras; y lo más novedoso, un Plan de Educación con la utilización de la inteligencia artificial, para formar y preparar tanto a los alumnos como a los docentes para el mundo que se viene.
Recorrió por las 15 comunas, en donde seguirá escuchando los vecinos, y diseñando políticas públicas acordes a sus necesidades.
En las PASO de la Ciudad de Buenos Aires,  Nito Artaza no logró superarlas dentro de su frente político, por lo que su candidatura no llegó a la elección general.

## Carrera artística
En un comienzo su apodo era Sapucay y luego cambió por el actual Nito, por sugerencia del locutor y animador Silvio Soldán. Trabajó en televisión en los programas Bocanitos de Artaza (Canal 13) y Ver a Nito en casa (Canal 11). Luego se dedicó al teatro, primero haciendo dupla con el humorista cordobés Carlos "el Negro" Álvarez en obras como Danza con Cobos y otras, y durante diez años formó un dúo cómico con el imitador Miguel Ángel Cherutti, con quien tuvo grandes éxitos en temporadas de Mar del Plata y Buenos Aires, siempre con libretos del humorista, escritor y periodista Aníbal Litvin y del propio Artaza.
Hace varios años ambos se separaron para producir sus propias obras.
Artaza lleva ya 15 años consecutivos en el rubro teatral, convocando en sus espectáculos a figuras como Antonio Gasalla, Moria Casán, Valeria Lynch, Graciela Alfano, Raúl Lavie, Graciela Borges e Isabel Sarli, entre otros.
Para la temporada de verano de 2011 nuevamente se reúne con su antiguo compañero Miguel Ángel Cherutti luego de siete años separados. El 18 de diciembre de 2010 estrenaron la obra Excitante en Villa Carlos Paz con la participación de Flavio Mendoza y Estela Raval, entre otros. La obra los colocó en el primer puesto de convocatoria nacional en esa temporada. Debido al éxito redoblaron la apuesta y la presentaron seis semanas en Capital Federal, y le dieron cierre con la Temporada de verano 2012, contando en esta última con la presencia de Carmen Flores.
Desde que asumió como senador nacional, combina sus dos vocaciones; tanto la de artista como la de político.  Durante el año 2015 participó del programa televisivo Bailando por un sueño con el fin de dar visibilidad a la Provincia de Corrientes y donar sus honorarios a diversos hospitales de la región; y prepara la vuelta a la revista: se presentará, nuevamente junto a Miguel Ángel Cherutti en Mar del Plata durante la temporada de verano 2016. 

### Cine
Trabajó como actor en dos películas argentinas:
- Galería del terror (1987), dirigida por Enrique Carreras, protagonizada por Alberto Olmedo y Jorge Porcel.
- Los pilotos más locos del mundo (1988), dirigida por Carlos Galettini, protagonizada por Guillermo Francella y Emilio Disi.

### Televisión
- Poliladron (1996)
- La Argentina de Tato (1999) Nito Stroessner.

Tuvo en tres ocasiones su propio programa de humor.
- Ver a Nito en casa
- Bocanitos de Artaza
- El show de Nito Artaza

### Teatro
Artaza fue convocado desde muy joven por reconocidos empresarios teatrales y compartió escenario con grandes artistas del espectáculo argentino como José Marrone, Tita Merello, Mario Clavell. Luego comenzó a producir, dirigir, e incluso crear sus propias obras teatrales.
Algunas de las obras teatrales en las que ha intervenido:
- Los bellos y las bestias
- Las cosas del joder
- Nación imposible
- La Dama y los vagabundos
- Tetanic
- Lo que el turco se llevó
- Fiebre de Senado por la noche
- Cantando bajo la deuda
- Argentina todo un show
- El fondo puede esperar
- Los locos mandan
- Bailando por un voto
- Cristina en el país de las maravillas
- Danza con Cobos
- Robó, huyó y lo votaron
- Arráncame la risa, un show que Vale
- Primera dama se busca
- Excitante
- Usted puede ser un asesino
- Pato a la naranja
- Casting sábana
- Segunda vuelta
- Mucho más que tres
- La Jaula de las locas (El musical)
- Toy Sin Plata

### Productor teatral
- Un amor de aquellos
- Boeing Boeing
- El último de los amantes ardientes
- El consultorio de Milei